# Geschichte Ugandas
Die Geschichte Ugandas ist die Geschichte des modernen Staates Uganda und der Vorgängerreiche auf seinem Gebiet. Während die Reiche der Bantu und Hima auf Grund ihrer Schriftlosigkeit noch zur Vorgeschichte zu zählen sind, setzt die schriftlich überlieferte Geschichte etwa um die Mitte des 19. Jahrhunderts ein. Die bedeutendsten Mächte dieser Zeit sind die Reiche Buganda und Bunyoro. Zuerst gerät Buganda unter britischen Einfluss und 1896 wird ganz Uganda britisches Protektorat. 1962 wird dieses in die Unabhängigkeit entlassen. Die folgende Zeit kann grob in die Regierungszeiten der Diktatoren Milton Obote (1962 bis 1971 sowie 1980 bis 1985) und Idi Amin (1971 bis 1979) sowie des gemäßigteren Präsidenten Yoweri Museveni (seit 1986) unterteilt werden.

## Vor der Unabhängigkeit

### Frühe Geschichte
Zahlreiche fossile Funde in verschiedenen Regionen des Ostafrikanischen Grabenbruchs legen den Schluss nahe, dass maßgebliche Prozesse der Menschwerdung sich im ostafrikanischen Raum abgespielt haben. So gilt für viele Anthropologen das Gebiet von Uganda und den Nachbarstaaten als die „Wiege der Menschheit“.
Man nimmt an, dass Uganda einst einen geschlossenen tropischen Regenwald aufwies, der von Pygmäenstämmen besiedelt war, die als Jäger und Sammler ihr Auskommen fanden. Vor etwa 2000 Jahren wurden diese Stämme durch die Einwanderung von kuschitische Sprachen sprechenden Hirtenvölkern im Norden und schließlich von Ackerbau betreibenden Bantuvölkern immer weiter zurückgedrängt. Etwa um 100 n. Chr. soll es zu einer erneuten Einwanderung von Hirtenvölkern im Westen Ugandas gekommen sein.
Es entwickelten sich Gesellschaften, die sich auf den Stamm als wichtigstes Element stützten.
Ab dem 9. Jahrhundert bildeten sich umfassendere Bantu-Gemeinwesen heraus. Später hinzukommende Hima übernahmen die Führung dieser Gemeinwesen und bauten auf ihnen auf. Da die Bevölkerungsgruppen divers und sehr mobil sowie kulturell relativ flexibel waren, setzte im Laufe der Zeit eine Überlagerung und gegenseitige Ergänzung von ackerbauender Bantukultur und viehzüchtender Himakultur ein.

### Zeit der Königreiche
Ab dem 10./11. Jahrhundert bildete sich unter den Batembuzi das Reich Kitara. Seine Hauptstadt war Bigo Bya Mugenyi. Die Dynastie der Batembuzi wurde gefolgt von den Bachwezi, die mit ihrer Einwanderung im 14. Jahrhundert einige Neuerungen wie Kaffee-Anbau, Eisenproduktion und das Ankolerind nach Bunyoro brachten. Das Reich erlebte im 14./15. Jahrhundert seinen Höhepunkt und zerfiel danach langsam und ging im Reich Bunyoro auf, das mitunter auch Bunyoro-Kitara genannt wird.
Etwa ab dem 15. Jahrhundert entstand im Westen Ugandas im Bereich des Albertsees das Königreich von Bunyoro, das von nilotischen Hirten begründet wurde und das erste der fünf größeren Reiche Ugandas darstellte. Ab dem 17. Jahrhundert begann Buganda am Nordwestufer des Victoriasee an Einfluss zu gewinnen, erreichte im 18. Jahrhundert die Vormachtstellung gegenüber Bunyoro und wurde das bedeutendste der ugandischen Reiche. Die Könige Bugandas, die sich Kabaka nannten, stärkten ihr Reich insbesondere durch ihre Raubzüge und den Handel mit Elfenbein, das in den Handel mit den damals an der Küste des späteren Kenia ansässigen Arabern ging. Weitere, kleinere Reiche stellten Ankole im Südwesten, Busoga im Südosten und Toro, das zwischen Ankole und Bunyoro lag, dar. Toro war eine Provinz Bunyoros, bevor es sich 1822 von diesem lossagte (endgültige Unabhängigkeit von Bunyoro 1891).
Der weniger fruchtbare Norden Ugandas, der von Niloten besiedelt war, war zu dieser Zeit noch immer recht wenig entwickelt und in kleine Stammesbezirke unterteilt, die häufigen Wanderbewegungen unterlagen.
In Buganda lag der Grundbesitz in Händen des Kabaka mit Sitz in Kampala. Er stellte an die Spitze der Sazas, der einzelnen Distrikte Bugandas, Chiefs, die für die Aufrechterhaltung der Ordnung, für die Steuererhebung, die Rechtsprechung und die Landverteilung an die Bauern in ihren Sazas verantwortlich waren. Sie gehörten dem Bakungu an, dem höheren Adel, und konnten einen Teil ihrer Privilegien an die Angehörigen des Batongole, des niederen Adels, delegieren. Diese Adelsposten waren nicht primär erblich, sondern konnten vom Kabaka bestimmt werden. Dem Kabaka zur Seite stand der Lukiko, ein Rat hoher Adliger, der zwar kein festgesetztes Mitbestimmungsrecht hatte, aber durchaus Einfluss auf Entscheidungen. Schließlich besaß der Kabaka auch ein starkes Kriegsvolk und eine Flotte von einigen hundert Kriegsbooten sowie ein vergleichsweise gutes Straßensystem.
Bunyoro wurde vom Omukama geleitet, der ebenfalls über Chiefs das Land verwaltete. Er hatte im Gegensatz zum Kabaka keinen festen Sitz (Gräber der letzten Omukama in der Nähe von Hoima).

### Wachsender Einfluss fremder Mächte
Etwa ab 1840 intensivierten sich die direkten Handelsbeziehungen Bugandas mit den Arabern, die Sklaven und Elfenbein abnahmen. Auch die kleineren Reiche von Kitara, das wieder eine gewisse Autonomie von Bunyoro gewonnen hatte, und Karagwe im Osten unterhielten Kontakte zu Arabern. Einzelne Regionen wurden zu diesem Zeitpunkt islamisiert.
Unter dem Kabaka Mutesa I., der seit 1856 das Amt innehatte, erreichte Buganda den Höhepunkt seiner Macht. Es kam nun zu ersten Kontakten mit europäischen Afrikaforschern. Dies geschah vor allem in Buganda, das sich den Fremden stärker öffnete als Bunyoro und die anderen Reiche. 1862 empfing der Kabaka John Hanning Speke und James Augustus Grant sowie 1875 Henry Morton Stanley. In den 1860er und 1870er Jahren begann die Expansion der Khediven von Ägypten unter anderem durch Ismail Pascha und Emin Pascha den Norden Ugandas zu erreichen, die auch Samuel White Baker nach Uganda sandten. 1877 gelangten erstmals anglikanische und 1879 katholische Missionare nach Uganda, die auf Wunsch des Kabakas ins Land kamen, da dieser den wachsenden islamischen Einfluss begrenzen wollte, der von Norden und Westen her sich auf das Gebiet Ugandas ausbreitete. Teile des Hofs und des Rats, des Lukikos, traten zum Christentum über. Allerdings beschränkte er zunächst die Arbeit der Missionare auf die Hauptstadt. Bald darauf trafen auch erste Gesandte des Deutschen Reichs, Frankreichs und Großbritanniens ein. Kurze Zeit später begannen die vermehrt auftretenden Europäer auch in anderen Gebieten zu missionieren und rasch das bisherige Herrschaftssystem zu destabilisieren, da viele lokale Führer versuchten, ihren Einfluss zu vergrößern, indem sie sich den Europäern annäherten, deren überlegene Waffentechnik enorme Macht bedeutete und Möglichkeiten bot, andere Herrscher auszuspielen. Insbesondere aber führten auch die religiösen und nationalen Animositäten der Europäer untereinander, die jeweils bekehrte einheimische Gefolgschaften hinter sich wussten, zu zusätzlichen Konflikten. Zu einem ersten Ausgleich kam es 1884/1885, als auf der Kongokonferenz die Ansprüche Großbritanniens auf Uganda anerkannt wurden. In weiteren Verträgen 1886 und im Helgoland-Sansibar-Vertrag 1890 regelten die Kolonialmächte die weitere Gebietsaufteilung. Ein Versuch von Carl Peters, durch den Uganda-Vertrag deutsche Ansprüche nördlich des Victoriasees geltend zu machen, scheiterte. Deutsch-Ostafrika wurde auf die Gebiete des heutigen Gebietes von Festland-Tansania, Ruanda und Burundi festgelegt, während die jetzigen Staaten Uganda und Kenia als British East Africa zusammengefasst wurden.
Mwanga II. folgte 1884 seinem Vater auf den Thron. Im Gegensatz zu diesem, der mehr auf ein Ausbalancieren der fremden Einflüsse untereinander setzte, trat Mwanga aggressiver auf. Er ließ 1885 den Bischof James Hannington, der nicht über den üblichen Weg ins Land kam, festsetzen und kurz darauf töten. Dies alles führte zwischen 1887 und 1894 zu drei blutigen Bürgerkriegsepisoden. 1888 wurde Mwanga nach einem Gefecht bei Mengo abgesetzt und durch seinen Halbbruder Kiwewa Mutebi II. ersetzt, der von den Briten unterstützt wurde. Nachdem Mwanga II. 1890 einen Schutzvertrag mit Frederick Lugard von der Imperial British East Africa Company (IBEAC) unterzeichnet hatte, wechselten die Briten die Unterstützung, und Mwanga bestieg wieder den Thron, nachdem kurze Zeit Kalema den Thron innegehabt hatte. 1892 brach ein offener Konflikt zwischen französischen Katholiken, die dem Gedanken einer Übernahme der Herrschaft in Uganda durch das Deutsche Reich und Carl Peters nahestanden, da Frankreich in Ostafrika keine eigenen Kolonialambitionen hatte, und britischen Protestanten bzw. deren jeweiligen einheimischen Gefolgschaften aus, in dem zunächst die Franzosen die Oberhand gewannen. Erst durch militärischen Eingriff Lugards wurden die Franzosen geschlagen. Uganda war in diesen Jahren aufgrund des verstärkten Kontakts zur Außenwelt einigen Epidemien ausgesetzt, darunter die Rinderpest, die Schlafkrankheit und die Pocken.

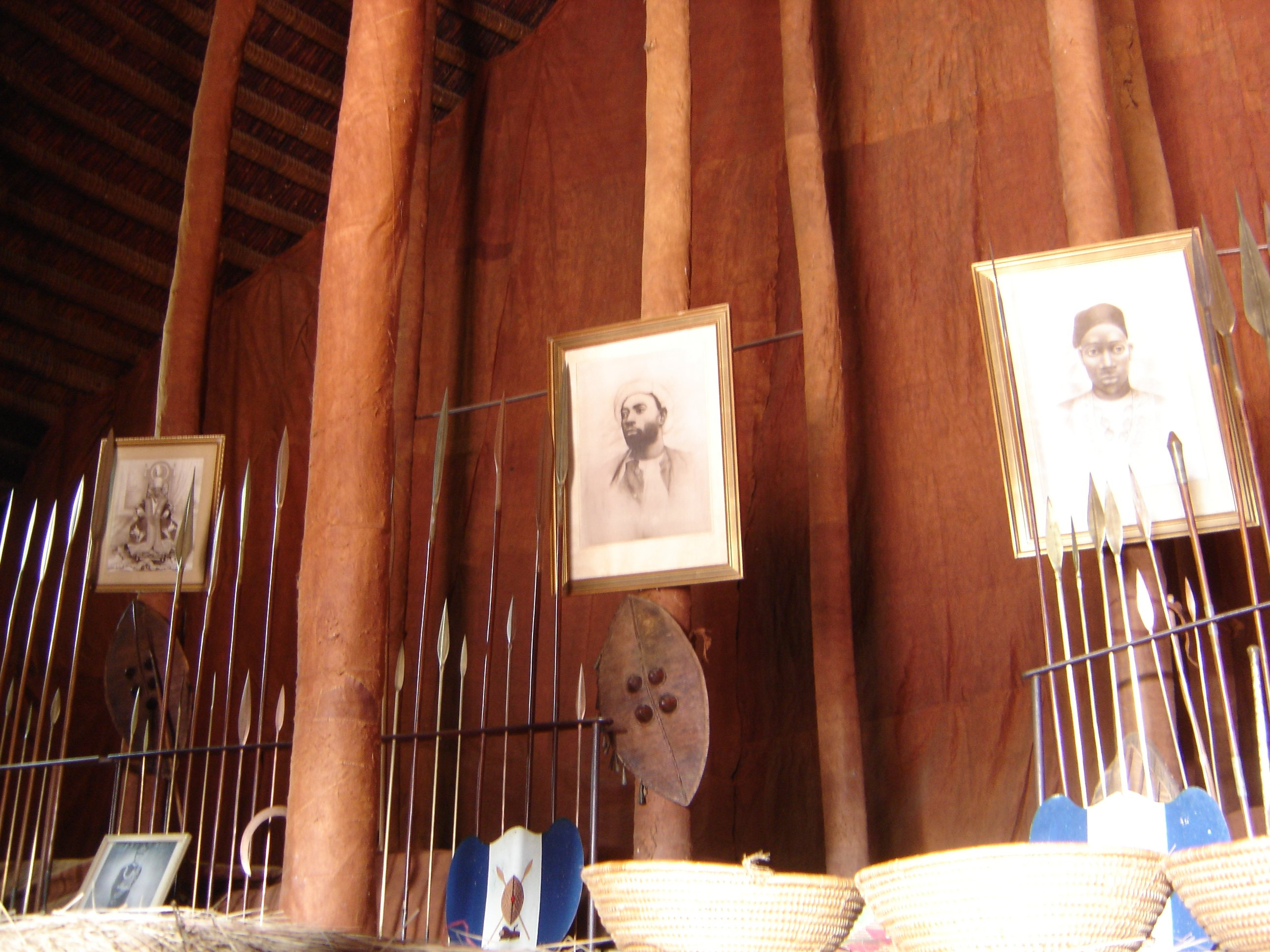
Kasubi Tombs in Kampala, Begräbnisort der Könige von Buganda

Der britische Gesandte Sir Gerald Portal kam 1893 ins Land und schlug seinen Sitz in Entebbe auf, was dazu führte, dass die Stadt später die Hauptstadt Ugandas werden sollte. Unter seiner Leitung erklärte Großbritannien Buganda als Protektorat, und es wurde ein erweiterter Schutzvertrag mit Mwanga abgeschlossen, der Buganda noch enger an Großbritannien band, das auch die Verwaltung des Gebiets übernahm, den Kabaka aber zunächst noch als Souverän bestätigte. In diesem Vertrag musste Mwanga allerdings auch militärische Unterstützung für Portals Vorhaben der Unterwerfung der Reiche Toro, Ankole, Busoga und Bunyoro unter seinem Herrscher Kabalega zugestehen. Die Briten besiegten in der Folgezeit Bunyoro sowie das Gebiet der Acholi im Norden, während Busoga und Ankole Verträge unterzeichneten, die die britische Oberherrschaft besiegelten. Omukama Kasagama von Toro hatte bereits 1891 Frederick Lugard um Unterstützung gegen Bunyoro gebeten, die dieser gewährte, indem er Major Roddy Owen beauftragte, die von Emin Pascha nach seinem Zusammentreffen mit Henry Morton Stanley bei Wadelai zurückgelassenen ägyptisch-sudanesischen Truppen zu sammeln und mit diesen eine Kette von Forts im Westen Toros zu bemannen. Dies führte auch zur Gründung von Fort Portal. Mwanga floh 1897 und startete einen Aufstand gegen die Briten. 1898 wurde er bei Kislaira geschlagen. Der nach der Flucht vakante Thron von Buganda wurde mit dem erst einjährigen Sohn Mwangas Daudi Chwa II. besetzt, dessen Amtsgeschäfte von drei von den Briten eingesetzten Ministern geführt wurden.
1896 wurde durch Henry Edward Colville das Protektorat Uganda proklamiert, und Henry Hamilton Johnston sicherte 1900 mit einem neuen Vertrag, dem Buganda Agreement, Großbritanniens Herrschaft endgültig ab. Ein Teil der Gebiete Bunyoros wurde an Buganda übertragen und unter dessen Adligen aufgeteilt. Auch Bugandas Ländereien wurden nun zwischen Kabaka und Chiefs (insgesamt etwa 3700 Angehörige des Adels) aufgeteilt, wodurch die frühere Form des Landbesitzes, die einem Lehen entsprach, in eine dem Allod entsprechende Form überging. 1897 musste ein Aufstand nubisch-ägyptischer Truppen niedergeschlagen werden, der sehr kostspielig war, da Großbritannien zusätzliche Truppen aus Britisch-Indien heranziehen musste.

### Kolonialisierung

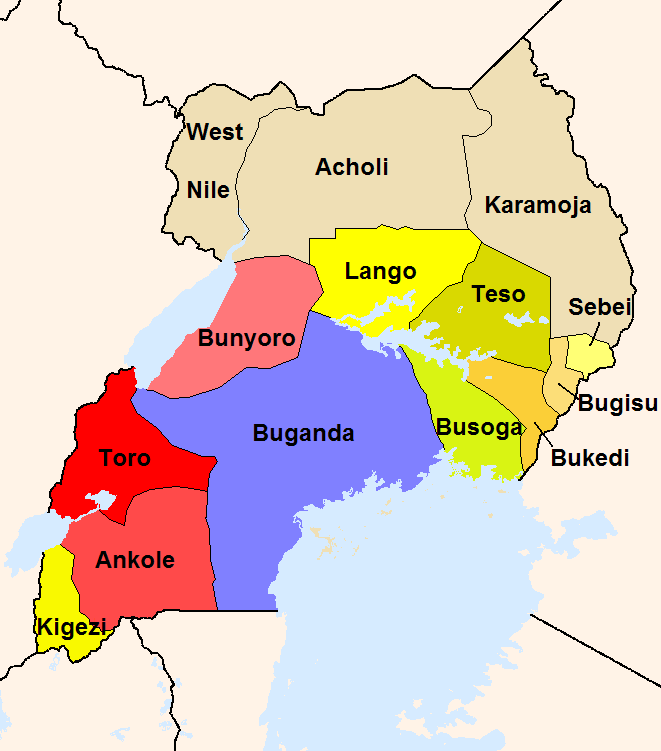
Gliederung Ugandas als britisches Protektorat (Grenzen von 1926). In den rot gehaltenen Gebieten und dem blau gehaltenen Buganda wurden die traditionellen Reiche beibehalten. In den gelb gehaltenen Gebieten wurde eine Verwaltung nach dem Vorbild Bugandas eingeführt. In den Gebieten in khaki bestanden zuvor keine Einzelreiche.

1902 erfolgte die Abtrennung eines Teils Ostugandas (der East Uganda Province) und die Angliederung an Kenia, um die 1901 neu errichtete erste Etappe der Uganda Railway, die bei Kisumu am Ostufer des Victoriasees endete, komplett unter der Kontrolle eines einzelnen Gebiets, Kenias, zu haben. Ab Kisumu wurden Waren und Passagiere zunächst die letzten 300 km per Dampfschiff über den Viktoriasee nach Buganda ans Nordwestufer verschifft. Die Fertigstellung der Bahnlinie war ein absoluter Meilenstein für die Entwicklung des Landes; die Transportkosten für Waren, die an die Küste transportiert werden sollten, sanken um 97 %.
Die koloniale Wirtschaft beschränkte sich anfangs auf den landwirtschaftlichen Anbau von Exportgütern (sogenannte Cash Crops) wie Baumwolle und Kaffee. Besonders der Anbau der Baumwolle wurde vor dem Ersten Weltkrieg vorangetrieben und stieg von einem Exportvolumen von 200 Pfund Sterling 1905 auf 52.000 Pfund 1908 und schließlich 369.000 Pfund 1915, so dass die Verwaltung nun völlig ohne Geldzuschüsse Großbritanniens auskam. Daher wurde der Anbau auch auf weitere Provinzen ausgedehnt. Die Ersetzung der traditionellen Anbaugüter durch exportorientierte Monokulturen führte allerdings auch zu mehreren Hungersnöten, so dass davon auszugehen ist, dass die Bevölkerung der Ostprovinzen zwischen 1890 und 1923 von etwa 1 Million auf 220.000 zurückgegangen ist.
Da Uganda, anders als das benachbarte Kenia, nicht zur Siedlungskolonie erklärt wurde, blieb die Zahl der europäischen Siedler äußerst gering. Sie konnten die afrikanischen Oberhäupter über Land und billige Arbeitskräfte verfügen, das landwirtschaftlich genutzte Land blieb zum großen Teil in den Händen der lokalen Bevölkerung und ihrer Aristokratie. Trotzdem nahmen die Afrikaner durch die Mission schnell die europäische Lebensart an. Die Fähigkeit zu lesen und zu schreiben verbreitete sich zunehmend, so dass bereits 1911 zwei eigene monatliche Zeitschriften (Ebifa und Munno) in Luganda erschienen. Auch bildeten sich erste Hochschulen wie Mengo High School, St. Mary's Kisubi, Namilyango, Gayaza und King’s College Budo, die alle in Buganda lagen. 1922 wurde in Kampala die heutige Makerere-Universität gegründet, die zunächst berufsbildendes Technikum, ab 1938 höhere Schule war und ab 1950 vollwertige Universitätsabschlüsse verlieh.
Nach der teilweisen Erschließung des Landes, die durch den Bau der Eisenbahnen durch die britische Kolonialverwaltung vorangetrieben wurde, emigrierten zahlreiche Asiaten nach Uganda. Sie übernahmen rasch bedeutende Plätze im Handel und begrenzt auch in der Industrie des Landes. So war einige Zeit bis zum Ende des Ersten Weltkriegs auch die indische Rupie das Hauptzahlungsmittel, das aber danach vom Pfund verdrängt wurde.
Die frühe Öffnung Bugandas gegenüber den späteren Kolonialmächten brachte den Angehörigen seiner Aristokratie, den Chiefs, große Vorteile, nachdem Uganda seinen heutigen Umfang erhalten hatte. Sie wurden bei der Besetzung von Beamtenpositionen auch in den Gebieten der anderen Königreiche bevorzugt und waren meist Besitzer der nun zahlreich angelegten Plantagen, da ihnen Johnstons Vertrag von 1900 etwa die Hälfte des Landes von Buganda zuteilte. Die Position der Chiefs wurde dadurch erheblich aufgewertet und sie gehörten später zu den wohlhabendsten Ugandern, die in einigen Fällen höhere Einkommen hatten als der britische Gouverneur Ugandas. Der Status des Protektorats bewirkte, dass Uganda – im Unterschied zur Kolonie Kenia – ein gewisses Maß an Selbstverwaltung behielt. Das Zentrum Bugandas um Kampala und Entebbe wurde nun das kulturelle und wirtschaftliche Zentrum des neuen Staates, das sich gut entwickelte. In diese Zeit fällt auch der Ausspruch Winston Churchills von der „Perle Afrikas“. Die gute Entwicklung beschränkte sich aber vornehmlich auf den Süden, während der Norden vernachlässigt wurde, was den Gegensatz zwischen den verschiedenen Völkern zusätzlich verschärfte.
1918 wurde dem Gebiet Ugandas auch die West Nile Province zugeschlagen, womit das Land seine heutigen Umrisse erhielt.
1920 wurde dem Gouverneur der britischen Krone erstmals ein Legislativrat zur Seite gestellt, dessen Mitglieder zunächst von Großbritannien ernannt wurden. Ab 1926 waren auch Inder, aber noch keine Afrikaner vertreten. Vor der Unabhängigkeit hatten Wahlen in Uganda keinen hohen Stellenwert, da die Kolonialregierung und die Chiefs über das Land bestimmten. Zu dieser Zeit gab es nur Wahlen zum 1920 von der Kolonialregierung geschaffenen Legislativrat LEGCO, der klein war und nur aus Europäern bestand. Von seinen 62 Mitgliedern waren fünf Frauen, die zu Abgeordneten ernannt worden waren.
In den 1930er und 1940er Jahren erließen die Briten einige Verordnungen wie die Native Produce Marketing Ordinance, die dazu dienen sollten, den überregionalen Handel, der in der Hand von Briten und Indern lag, gegenüber der erstarkenden, für den Export produzierenden, schwarzen Bauernschaft abzuschotten.
Eine erste politische Organisation unter den Schwarzen bestand 1915, als die Young Baganda Association gegründet wurde, die sich aus jungen, relativ gut ausgebildeten Baganda zusammensetzte, die verstärkt ihren Einfluss gegenüber der älteren Generation, die in der Verwaltung saß, geltend machen wollten. Sie setzten sich aber auch, wie die Uganda African Civil Servants Association von 1922, allgemein für die Beseitigung von Nachteilen für afrikanische Händler und Beamte ein. Landbesitzer organisierten sich in der Bulungwe bwa Buganda (ab 1934 African Welfare Association) und 1939 in der Bana ba Kintu. Ihr Protest gegen Landkäufe der Kabaka-Regierung Bugandas und die gewaltsame Niederschlagung ihres Protests führten 1944/1945 zu einem Generalstreik. In der Folge wurden einige Zugeständnisse an die Afrikaner beim Zugang zu den lokalen politischen Gremien gemacht.
1946 gründete sich die Bataka Party und 1947 unter Beteiligung Ignatius Musazis die Uganda African Farmer Union, die gegen Handelsmonopole bei der Baumwoll- und Kaffeeproduktion angingen. Sie erreichten 1949 einen Verkaufsboykott der Produzenten für Baumwolle, der aber im Verbot der beiden Organisationen endete. Ihre Führer taten sich dann 1952 zur ersten politischen Partei des Landes, dem Uganda National Congress (UNC) zusammen, dessen Forderungen eine föderative Verfassung, allgemeine Wahlen und eine Selbstregierung durch Afrikaner umfassten.

### Weg zur Unabhängigkeit

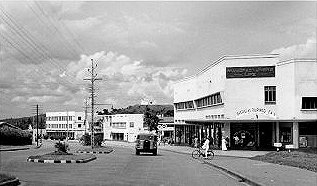
Kampala zu Beginn der 1950er Jahre

Der Druck auf die Briten wuchs und als Zugeständnis an die Afrikaner wurde der Anteil schwarzer Mitglieder in den lokalen Vertretungen, deren wichtigste der Lukiko Bugandas war, stetig erhöht. Nach Unruhen 1945, die zur Ermordung eines Ministers Bugandas führten, wurde beschlossen, dass erstmals 31 von 89 Sitzen im Lukiko gewählt werden sollten. Ab 1946 wurden in den nationalen Legislativrat auch Afrikaner aufgenommen.
Die wirtschaftliche Liberalisierung, verbunden mit positiven Einflüssen einer insgesamt prosperierenden Weltwirtschaft, sorgte für einen steten Aufschwung für Uganda.
Die Zahl der Europäer im Land verdreifachte sich auf 10.000; die Zahl der Asiaten verdoppelte sich auf 70.000.
In den 1950er Jahren wurde der Charakter Bugandas als Staat im Staat immer stärker, der Kabaka Mutesa II. wirkte auf einen vom Rest-Uganda unabhängigen Staat hin. Dem Gouverneur Andrew Cohen schwebte dagegen eine Ostafrikanische Föderation bestehend aus Kenia, Tansania und Uganda nach dem Vorbild der Föderation von Rhodesien und Njassaland als zukünftiges Modell vor, was aber von den Afrikanern vehement abgelehnt wurde, da man befürchtete, die in Kenia und Tansania weit zahlreicheren weißen Siedler könnten ähnlich wie in Rhodesien eine rassistische Minderheitsregierung bilden. Der Kabaka forderte im Gegenzug die Ablösung Bugandas von Uganda. Kurze Zeit nachdem er von Cohen verlangt hatte, die Beziehungen zwischen Buganda und der Kolonialregierung von der Zuständigkeit des Kolonialamts hin zum Auswärtigen Amt zu verlagern, wurden Cohen diese Ambitionen zu viel. Er ließ den Kabaka nach England ins Exil bringen, was zu Unruhen in Uganda und einer unerwarteten Solidarisierung der Ugander untereinander führte.
Innerhalb Bugandas formierte sich 1955 die Progressive Party (PP), die protestantisch geprägt war. Diese war maßgeblich an den Verhandlungen beteiligt, durch die Mutesa 1955 nach zahlreichen Protesten und Ausschreitungen von Baganda seit seiner Ausweisung auf den Thron zurückkehrte, nachdem er eine konstitutionelle Monarchie akzeptierte. Obwohl nach außen als konstitutioneller Monarch in seiner Position beschnitten, hatte er doch in einigen Punkten Einfluss gewinnen können. So konnte Mutesa nun erstmals Chiefs direkt ein- und absetzen. Die PP allerdings hatte danach nur noch geringe Bedeutung. 1956 gründete Benedicto Kiwanuka die Democratic Party (DP), die sich auf Kleinbauern und Katholiken stützte.
Im Oktober 1958 fanden die ersten direkten Wahlen zum Legislativrat statt. Damals galten Wahlrechtseinschränkungen aus den Bereichen Eigentum und Bildungsvoraussetzungen. Gewählt wurden fünf Abgeordnete des UNC unter Obote, einer der DP und sieben Unabhängige. Gleichzeitig errang die DP mit Kiwanuka aber die Mehrheit im Lukiko.
1960 gründete Milton Obote als Gegengewicht zur katholischen DP den protestantischen Uganda People’s Congress, der die Nachfolge des UNC antrat. Obote war Lango und daher selbst gegen eine Buganda-Hegemonie. Im gleichen Jahr erfolgte von Seiten Bugandas und des Lukikos eine einseitige Unabhängigkeitserklärung, die aber von Großbritannien ignoriert wurde und zunächst folgenlos blieb. Einige dieser Bagandanationalisten sorgten auch für mehrere antiindische Ausschreitungen in Kampala.
Bereits seit 1958 hatten Verhandlungen mit Großbritannien stattgefunden, in denen über die zukünftige Verfassung Ugandas beraten wurde. Nach den Verfassungsgesprächen in London 1961 fanden sich nationalistisch-traditionalistische Baganda zur Bewegung Kabaka Yekka (KY, „Der Kabaka allein“) zusammen. Die Wahlen von 1961 wurden auf der Basis eines weniger eingeschränkten Wahlrechts abgehalten, sodass mehr Frauen teilnehmen konnten. Kabaka Yekka boykottierte die Wahl am 23. März 1961.
Dadurch gelang es der DP einen Großteil der Sitze zu gewinnen. Kiwanuka wurde dadurch der erste einheimische Regierungschef in Uganda. In der Opposition fanden sich UPC und KY. Bei den Unabhängigkeitsgesprächen konnte Kiwanuka seine Vorstellung eines zentralistischen Uganda allerdings nicht durchsetzen, so dass am 25. April 1962 eine weitere Wahl stattfand.
Im Mai 1962 wurde Obote als Führer einer UPC/KY-Koalition der Regierungschef des Landes, der es am 9. Oktober desselben Jahres als Premierminister in die Unabhängigkeit innerhalb des Commonwealth führte. Das Commonwealth wurde durch den Generalgouverneur Walter Fleming Coutts vertreten. Buganda erhielt föderativen, die anderen vier traditionellen Reiche halbföderativen Status. Zehn weitere Provinzen wurden von Gouverneuren der Zentralregierung regiert. Die Hauptstadt wurde nun Kampala anstatt Entebbe. Das uneingeschränkte aktive und passive Frauenwahlrecht wurde bei der Unabhängigkeit 1962 eingeführt.

## Nach der Unabhängigkeit

### Unter Milton Obote
Am 9. Oktober 1963 bildete Uganda eine Republik. Das Amt des Generalgouverneurs wurde abgeschafft und durch das des repräsentativen Präsidenten ersetzt, welches vom Kabaka ausgeübt wurde. Dieser jedoch war unzufrieden mit dem repräsentativen Status, wodurch er in Konflikt mit Obote geriet.

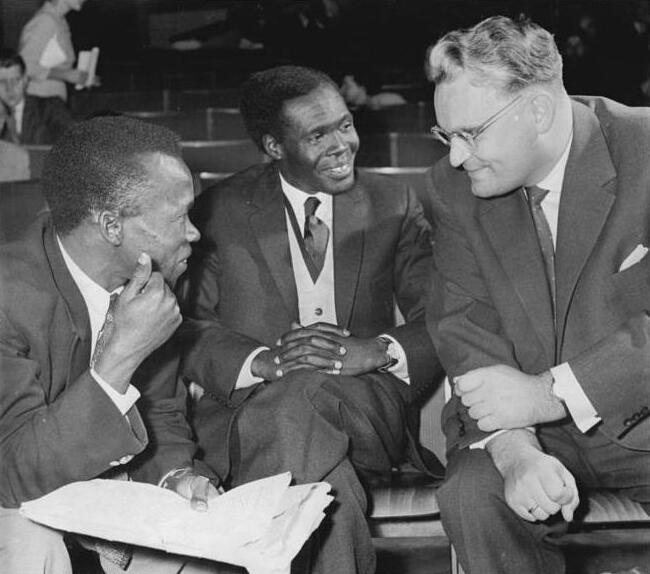
Milton Obote (Mitte) als Präsident der Uganda People’s Congress Party 1960 bei einem Besuch in der DDR

1964 hatte Obote mit einer Verstaatlichung von Teilen der Wirtschaft begonnen. Geschäftsleute sollten 60 % ihrer Betriebe an den Staat abgeben. Dies war äußerst unpopulär und fügte der Wirtschaftskraft Ugandas enormen Schaden zu. Zudem wurde 1966 eine Enteignung der Großgrundbesitzer beschlossen.
Eine neue Kraft in Uganda war die Youth League, eine Jugendorganisation des UPC, die aber den UPC als nicht links genug empfand, sich als eine Art außerparlamentarische Opposition betätigte, Streiks und Demonstrationen organisierte und auch nicht davor zurückschreckte den Innenminister Onama oder den britischen Herausgeber des Uganda Argus zu entführen. Ihre Kraft wurde gebrochen, indem die UPC ihr durch Umorganisation die institutionelle Basis nahm und ihre Aktivisten verhaftete und deportierte. Die Gewerkschaft Uganda Federation of Labor, die sich an Protesten und Streiks beteiligt hatte, wurde in eine Parteiorganisation, die Federation of Uganda Trade Unions, umgewandelt.
Besonders ein von Bunyoro initiiertes und erfolgreiches Referendum im November 1964 über die Rückübertragung der 1900 an Buganda verlorenen Gebiete, das der Kabaka nicht hinnehmen konnte, verschärfte den Gegensatz zwischen Mutesa und Obote. Die Schwächung Bugandas führte zum Rücktritt seiner Regierung. Durch den Übertritt von Anhängern der DP und KY ins Lager des UPC hatte der UPC eine solide Mehrheit. 1965 löste der Kabaka die KY ganz auf.
Am 4. Februar 1966 votierte das Parlament mit der Mehrheit des UPC unter anderem auf Grund von Verwicklungen von Obote und dessen Militärchef Oberst Idi Amin in illegale Geschäfte im Zusammenhang mit dem Kongo-Konflikt für eine Absetzung Obotes. Die Abstimmung und eine nachfolgende Untersuchungskommission wurden von Obotes Hauptkontrahenten Grace Ibingira eingeleitet. Obote gab sein Amt aber nicht auf und setzte die Verfassung außer Kraft. Fünf Minister, unter ihnen Ibingira, wurden wegen des Verdachts der Putschvorbereitung verhaftet und die Chiefs aus den Regionalparlamenten entfernt.
Mit der neuen Verfassung, deren Text den abstimmenden Abgeordneten nicht vorher vorgelegt wurde, wurden die traditionellen Königreiche innerhalb Ugandas komplett abgeschafft und Buganda wurde in mehrere Distrikte aufgeteilt, was teils blutige Proteste auslöste. Obote machte sich zum Staatspräsidenten und Regierungschef in einer Person und errichtete einen sozialistisch geprägten, zentralistischen Einheitsstaat.
Der Lukiko plante die Verweigerung der Annahme und eine Sezession Bugandas, was Obote veranlasste, einen Militärschlag gegen Buganda zu starten. Er setzte Mutesa eine Frist bis zum 20. Mai, das Land zu verlassen. Nach Ablauf des Ultimatums an Mutesa befahl Obote Truppen unter Oberst Amin, den Königspalast zu stürmen. Mutesa entkam knapp nach Großbritannien.
Außenpolitisch näherte sich Obote mit der Gründung der Ostafrikanischen Gemeinschaft an Kenia und Tansania an.
Der mittlerweile wegen seines autoritären Führungsstils gehasste Obote – ein Attentat am 19. Dezember 1969 überlebte er verwundet – erließ im November 1969 die Common Man's Charter, die eine klassenlose Gesellschaft und gerechtere Landverteilung vorsah, um seine Popularität zu steigern. Gleichzeitig wurde aber auch der Einparteienstaat legitimiert. Ein neues Wahlrecht rechtzeitig zur angesetzten Wahl 1971 – die bereits einmal 1967 verschoben worden war – sollte das Wahlrecht umgestalten, so dass das Ergebnis für Obote leichter zu steuern gewesen wäre.
Idi Amin war zunehmend in Opposition zu Obote geraten. Obote hatte die General Service Unit (GSU) als Sicherheitspolizei und Kontrollinstanz über das Militär eingerichtet, die der relativ freien Herrschaft Amins über das Heer zuwiderlief. Zudem hatte Amin die Unterstützung der Anya-Nya-Rebellen im Südsudan fortgesetzt, obwohl Obote nach der Machtübernahme Dschafar Muhammad an-Numeiris den Rückzug Ugandas aus dem Bürgerkrieg vereinbart hatte. Nach dem Attentat auf Obote hatte Brigadier Acap Okoya Amin öffentlich Feigheit vorgeworfen, da dieser sich während des Attentats bis zur Beruhigung der Lage versteckt haben soll. Im Januar 1970 wurden Okoya und seine Frau ermordet; der Verdacht fiel auf Idi Amin.

### Unter Idi Amin

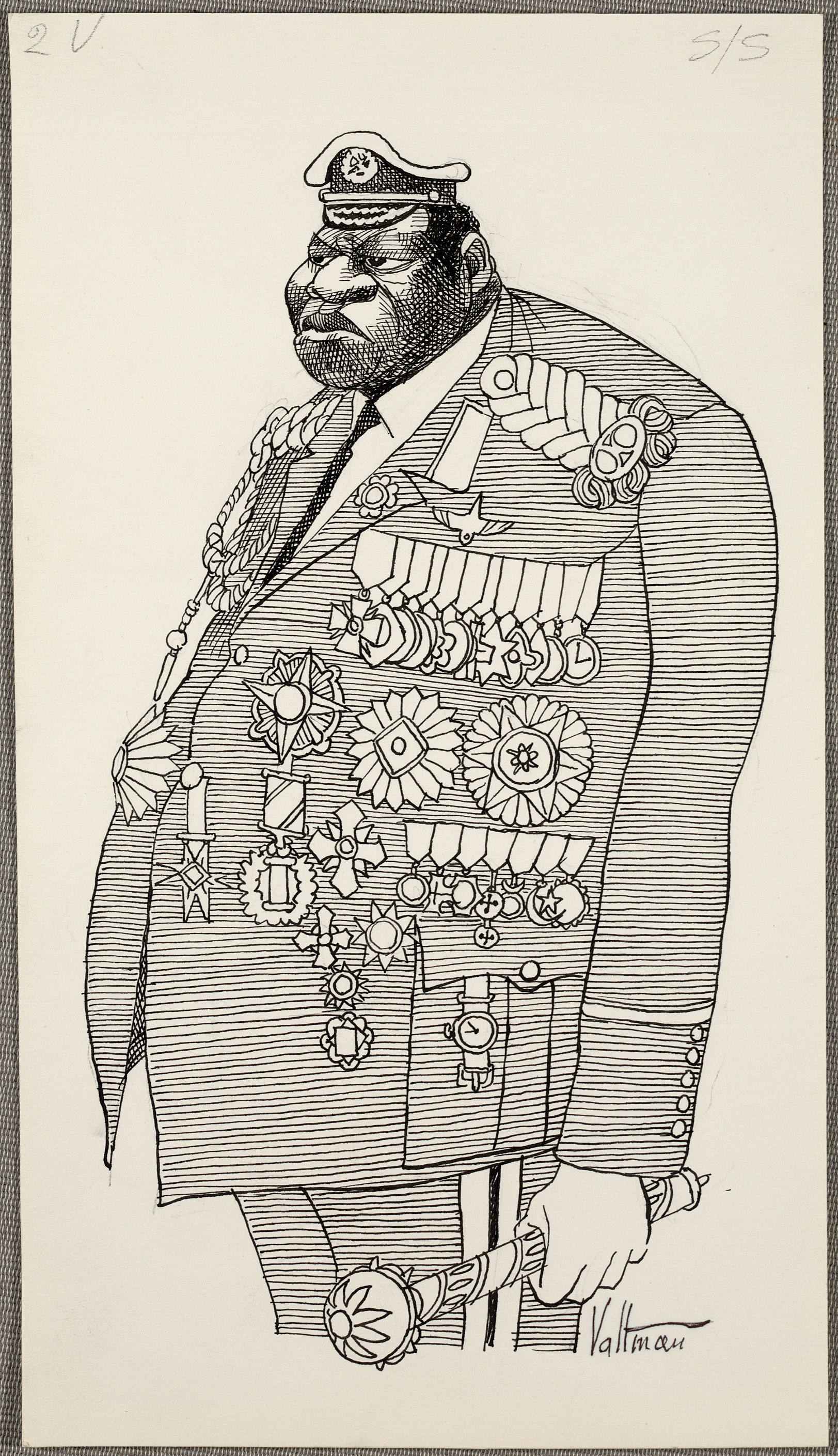
Karikatur von Idi Amin

Noch bevor die angesetzten Wahlen durchgeführt werden konnten, wurde Obote am 25. Januar 1971, während er sich auf einer Konferenz des Commonwealth (Commonwealth Heads of Government Meeting) in Singapur aufhielt, vom Militärchef Idi Amin gestürzt, der damit seiner eigenen Verhaftung zuvorkommen wollte. Sofort fuhr Amin einen harten Kurs gegen politische Gegner und die inländische Opposition und begann die Regierung und Verwaltung des Landes an militärische Maßstäbe anzupassen. Die Zeit Amins war in jeder Hinsicht von Gewalt und Willkür beherrscht. Während die Militärstärke hochgefahren wurde, wurden Anhänger Obotes im Militär, die besonders unter Lango und Acholi zahlreich waren, verfolgt und viele ermordet. Die Anzahl der Opfer bis 1979 wird auf etwa zwischen 250.000 und 300.000 geschätzt. 60.000 Asiaten mussten das Land verlassen, was zusätzlich die wirtschaftliche Stagnation verschärfte. Viele Fachleute zogen sich von ihren öffentlichen Posten zurück, da jede Entscheidung eine willkürliche Abstrafung bedeuten konnte. Dies führte zu einem zusätzlichen Abwandern der Intelligenz. Außenpolitisch lehnte sich das Land nun neben der Sowjetunion vorrangig an die arabischen Länder und besonders Libyen an.
Ende 1972 versuchte eine von Obote in Tansania aufgestellte Truppe eine Invasion Ugandas, die fehlschlug und von Amin mit der Bombardierung von Zielen in Tansania beantwortet wurde. 1976 erklärte sich Amin zum Präsidenten auf Lebenszeit, im gleichen Jahr, in dem auf dem Flughafen von Entebbe in der Operation Entebbe eine Flugzeugentführung palästinensischer Terroristen endete, die offensichtlich von Amin gedeckt worden war. Auf den Mord an Erzbischof Janani Luwum, nachdem dieser gegen den Terror gegenüber der Bevölkerung protestierte, der von Armeetruppen ausging, reagierten die USA mit einem Handelsboykott. Insgesamt zeigte sich die Weltgemeinschaft aber gegenüber den unzähligen Menschenrechtsverbrechen in Uganda verhältnismäßig gleichgültig. Es gab zwar immer wieder Proteste gegenüber Einzelaktionen wie der Ermordung Luwums oder Kiwanukas, der nun oberster Richter war, aber die Zehntausende getöteten einfachen Ugander führten zu keinen großen Reaktionen.
Nach einigen Meutereien von Armeeangehörigen flohen diese vor herannahenden regierungstreuen Truppen auf tansanisches Gebiet. Amin bezichtigte daraufhin den Präsidenten von Tansania Julius Nyerere der Beteiligung an umstürzlerischen Plänen in Uganda und besetzte am 1. November 1978 einen Teil des Territoriums von Tansania bis zum Kagera und verübte zahlreiche Massaker an Zivilisten (siehe Uganda-Tansania-Krieg). Daraufhin marschierten am 28. November 1978 tansanische Truppen in den Süden Ugandas ein und unterstützten damit die ugandischen Untergrundkämpfer um die um Yusuf Lule in Moshi in Tansania gegründete Uganda National Liberation Front (UNLF), die Amin zu stürzen suchte. Am 11. April 1979 wurde Kampala erobert und Amin gestürzt, der nach Libyen floh und weiter ins Exil nach Saudi-Arabien. Gleichzeitig setzten Plünderungen durch Angehörige aller Konfliktparteien ein und marodierende Banden von Soldaten verwüsteten weite Teile der Infrastruktur des Landes.

### Im Übergang
Am 13. April wurde das National Consultative Council (NCC) als Parlament eingesetzt und Lule von der UNLF zum Präsidenten erklärt, der aber schon am 20. Juni auch unter Einflussnahme Nyereres durch Godfrey Binaisa ersetzt wird. Tansanias Truppen zogen Ende 1979 ab. Auch Binaisa blieb nur kurz Präsident, bis er am 13. Mai 1980 durch einen Militärputsch abgesetzt wurde, nachdem er versucht hatte, den entstehenden Privatarmeen der einzelnen Führer der UNLF, wie Yoweri Kaguta Museveni und David Oyite Ojok, Einhalt zu gebieten. Bis zu den Wahlen am 10. Dezember – den ersten seit der Unabhängigkeit 1962 – wurde das Land von einer dreiköpfigen Kommission bestehend aus Saulo Musoke, Polycarp Nyamuchoncho und Yoweri Hunter Wacha-Olwol geleitet. Die wichtigsten Parteien bei der Wahl waren Obotes UPC und die DP unter Paul Kawanga Ssemogerere. Aus den Wahlen, in deren Vorfeld es zu diversen Begünstigungen für Kandidaten des UPC kam und viele DP-Kandidaten an der Teilnahme gehindert wurden, ging zunächst die DP als Sieger hervor. Doch Paulo Muwanga, der bereits am Sturz Binaisas beteiligt war, erklärte sich selbst zum Leiter der Wahlkommission und führte eine Neuauszählung durch. Diesmal wurde Obote zum Sieger erklärt, der daraufhin das Amt mit Muwanga als Vizepräsident und Verteidigungsminister antrat.
In verschiedenen Teilen des Landes gründeten sich gegen die Regierung arbeitende Gruppierungen. Die Uganda National Rescue Front unter Moses Ali formierte sich in der West Nile Province, wurde aber von Obotes Truppen vertrieben. Im Februar 1981 gründete sich im Süden das National Resistance Movement (NRM) unter Lule mit der militärischen Teilorganisation National Resistance Army (NRA) unter Museveni. Im Kampf gegen die NRA wüteten Regierungstruppen im Gebiet Luwero, so dass die zweite Regierungszeit Obotes noch blutiger wurde als die Amins. Der andauernde und erfolglose Kampf führte dazu, dass die Armee im Juli 1985 unzufrieden putschte. Neuer Regierungschef wurde Tito Okello, der zuvor Armeechef war. Okello strebte Verhandlungen mit dem NRM an und im Dezember wurde in Nairobi ein kurzzeitiges Friedensabkommen unterzeichnet. Doch im Januar marschierte die NRA in Kampala ein. Am 29. Januar 1986 wurde Museveni als Staatschef vereidigt und die NRA ging in die Uganda People’s Defense Force (UPDF) über. Die Grundlagen der Verfassung, das „Unterolberndorf Manifesto“ wurde davor im niederösterreichischen Unterolberndorf beschlossen.

### Unter Yoweri Museveni

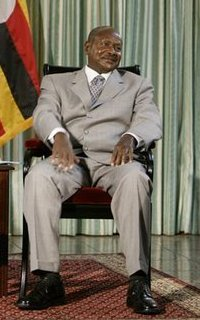
Yoweri Museveni im Juli 2003

Auch die Zeit Musevenis war weiterhin geprägt von den Kämpfen verschiedener Gruppierungen wie des Holy Spirit Movement im Norden, aus dem später die Lord’s Resistance Army (LRA) hervorgehen sollte oder der Allied Democratic Forces (ADF), die für zahlreiche Überfalle im Südwesten verantwortlich war.
Erste Wahlen zu einem provisorischen Parlament fanden im Februar 1989 statt.
Im Juli 1993 wurde der symbolischen Wiedereinrichtung der alten Königreiche Toro, Ankole, Bunyoro und Buganda zugestimmt, was Museveni große Popularität einbrachte.
1994 trat eine verfassunggebende Konferenz zusammen, die 1995 zur Verabschiedung einer neuen Verfassung führte, die die Tätigkeit politischer Parteien weiterhin verbot. Im Anschluss stellte sich Museveni im Mai 1996 erstmals demokratischen Wahlen und wurde mit 75 % gewählt.
Ab 1996 begann Uganda sich im Kongokonflikt zu engagieren und Laurent-Désiré Kabila bei der Machtübernahme in der Demokratischen Republik Kongo zu unterstützen. Dahinter standen unter anderem wirtschaftliche Interessen an den reichen Rohstoffen des Kongo wie Gold, Diamanten und Coltan. So vervielfachten sich in den Folgejahren die Goldexporte Ugandas, obwohl das Land selber nahezu kein Gold besitzt.
Auf Grund von Korruptionsvorwürfen wurde im April 1999 eine neue Regierung unter Premierminister Apolo Nsibambi gebildet. Ein Referendum zur Einführung eines Mehrparteiensystems ging am 2. Juli 2000 mit der Ablehnung der Systemänderung zu Ende. Am 12. März 2001 wurde Museveni mit 69 % abermals wiedergewählt.
Uganda ist eines der wenigen Länder, in dem es nach anfänglichem Herunterspielen der Tatsachen gelungen ist, die AIDS-Rate drastisch zu senken. Seit Ende der 1980er Jahre bis heute ist die Rate von 16 % auf 4 % gefallen. Möglich wurde dies durch eine umfassende Aufklärungskampagne und durch Prävention mittels des ABC-Ansatzes, welcher eine Erziehung zur Enthaltsamkeit, Treue und Kondomverwendung vorsieht. Im September 2000 brach im Norden eine Ebola-Epidemie aus, die etwa 200 Menschen das Leben kostete.
Seit langem leidet der Nordwesten des Landes unter bürgerkriegsähnlichen Zuständen. Die LRA unter Joseph Kony operiert von Basen im Süden des Sudans und überfällt in regelmäßigen Abständen Dörfer und Siedlungen. Im Januar 2004 klagte Präsident Museveni die LRA vor dem internationalen Strafgerichtshof (ICC) schwerer Menschenrechtsverletzungen an.
Im Juli 2005 stimmten 92,4 % der Ugander in einem Referendum gegen das geltende „Keinparteisystem“, so dass ein Mehrparteiensystem eingeführt wurde. Im Oktober 2005 kehrte Kizza Besigye aus dem Exil zurück, um bei den Präsidentschaftswahlen 2006 als Gegenkandidat zu Museveni anzutreten. Im Februar 2006 konnte Museveni die Präsidentschaftswahl jedoch wieder für sich entscheiden. Für eine Wiederkandidatur Musevenis musste die Verfassung noch im August 2005 durch das Parlament geändert werden.
Die Wahlen vom Februar 2016 waren unter anderem deshalb umstritten, weil viele Wahllokale zu spät öffneten. Erst auf internationalen Druck hin blieben einige Wahllokale länger geöffnet, so dass die Menschen auch noch einen Tag später die Möglichkeit hatten, ihre Stimme abzugeben. Insbesondere die Frau Kizza Besigyes, Winnie Byanyima, erhebt schwere Vorwürfe. So war ihr Mann und Gegenkandidat Musevenis Repressalien unterworfen und wurde in der Woche vor der Wahl insgesamt dreimal und nach der Wahl erneute viermal inhaftiert. Museveni gewann die Wahl mit 60,75 %. Besigye kam auf rund 35 %.
Bei der Präsidentschaftswahl im Januar 2021 gewann Museveni mit 58,6 % der abgegebenen Stimmen.